# 24-Stunden-Rennen von Le Mans 1936
Das 14. 24-Stunden-Rennen von Le Mans, der 14e Grand Prix d’Endurance les 24 Heures du Mans, auch Les 24 Heures du Mans, XIVe Grand Prix D'Endurance, Circuit de la Sarthe, sollte vom 1. bis 2. August 1936 auf dem Circuit des 24 Heures stattfinden.

## Das Rennen
Nachdem das Rennen mehrmals verschoben worden war, musste die Veranstaltung eine Woche vor dem August-Termin endgültig abgesagt werden. Frankreich wurde von Unruhen und Streiks heimgesucht. Ausgelöst durch den Spanischen Bürgerkrieg kam auch die Industrie in Frankreich fast zum Stillstand. Ettore Bugatti wurde von Arbeitern der Zutritt zum Bugatti-Werk in Molsheim verwehrt und 25.000 Menschen bestreikten die Renault-Werke. Im Sommer 1936 befanden sich in Frankreich mehr als fünf Millionen Menschen im Streik.
In diesem Umfeld war es so gut wie unmöglich, ein Langstreckenrennen auszutragen. Dennoch hatten 62 Teams ihre Meldung abgegeben, darunter die französischen Werksmannschaften von Delage, Talbot und Delahaye. Aus England gab es Meldungen von Aston Martin, Frazer-Nash, Austin und Riley, die ebenfalls Werkswagen entsenden wollten. Neben einer Vielzahl an Privatiers wäre mit Adler erst zum zweiten Mal seit der ersten Austragung des Rennens 1923 ein deutsches Team am Start gewesen.

## Ergebnisse

### Meldeliste
| Pos. | Klasse | Nr. | Team                                    | Fahrer                                | Chassis                          | Motor                        | Reifen |
| ---- | ------ | --- | --------------------------------------- | ------------------------------------- | -------------------------------- | ---------------------------- | ------ |
| 1    | 8.0    | 1   | James McEvoy                            | James McEvoy                          | Mercedes-Benz                    | Mercedes-Benz 5.4L I8        |        |
| 2    | 5.0    | 2   | Georges Nancy                           | Georges Nancy P. H. Péache            | Bugatti Type 50                  | Bugatti 5.0L I8              |        |
| 3    | 5.0    | 3   | Arthur W. Fox                           | Tim Rose-Richards Brian Lewis         | Lagonda                          | Lagonda 4.4L I6              |        |
| 4    | 5.0    | 4   | Arthur W. Fox                           | Freddie de Clifford Roland Gardner    | Lagonda                          | Lagonda 4.4L I6              |        |
| 5    | 5.0    | 5   | E. R. Hall                              | Eddie Hall                            | Bentley 4 ½ Litre                | Bentley 4.0L Supercharged I6 |        |
| 6    | 5.0    | 6   | Automobiles Talbot                      | René Dreyfus Luigi Chinetti           | Talbot T150C                     | Talbot 3.9L I6               |        |
| 7    | 5.0    | 7   | Automobiles Talbot                      | André Morel Jim Bradley               | Talbot T150C                     | Talbot 3.9L I6               |        |
| 8    | 5.0    | 8   | Pierre Louis-Dreyfus                    | Pierre Louis-Dreyfus                  | Talbot T150C                     | Talbot 3.9L I6               |        |
| 9    | 3.0    | 9   | Luigi Chinetti                          | Luigi Chinetti Raymond Sommer         | Alfa Romeo 8C 2300               | Alfa Romeo 2.4L I8           |        |
| 10   | 3.0    | 10  | Viscomte Pierre Merlin                  | Pierre Merlin                         | Alfa Romeo 8C 2300               | Alfa Romeo 2.4L I8           |        |
| 11   | 5.0    | 12  | Laury Schell                            | Laury Schell René Carrière            | Delahaye 135CS                   | Delahaye 3.6L I8             |        |
| 12   | 5.0    | 14  | Louis Villeneuve                        | Louis Villeneuve                      | Delahaye 135CS                   | Delahaye 3.6L I8             |        |
| 13   | 5.0    | 15  | Henri Toulouse                          | Henri Toulouse Marcel Mongin          | Delahaye 135CS                   | Delahaye 3.6L I8             |        |
| 14   | 5.0    | 16  | Automobiles Delahaye                    | Albert Perrot                         | Delahaye 135CS                   | Delahaye 3.6L I8             |        |
| 15   | 5.0    | 18  | Automobiles Delahaye                    | Robert Girod                          | Delahaye 135CS                   | Delahaye 3.6L I8             |        |
| 16   | 5.0    | 19  | Ecurie Jacques Meunier                  | Philippe Maillard-Brune Charles Druck | Delahaye 135CS                   | Delahaye 3.6L I8             |        |
| 17   | 5.0    | 20  | Daniel Porthault                        | Daniel Porthault René Marie           | Delahaye 135CS                   | Delahaye 3.6L I8             |        |
| 18   | 5.0    | 21  | René Le Begue                           | René Le Bègue                         | Delahaye 135CS                   | Delahaye 3.6L I8             |        |
| 19   | 5.0    | 23  | Roger Labric                            | Roger Labric                          | Bugatti T57G Tank                | Bugatti 3.6L I8              |        |
| 20   | 3.0    | 24  | René Kippeurt                           | René Kippeurt                         | Bugatti T44                      | Bugatti 3.0L I6              |        |
| 21   | 3.0    | 25  | Société Nouvelle des Automobiles Delage | Henri Frétet Robert Laly              | Delage D6-3L                     | Delage 3.0L I6               |        |
| 22   | 2.0    | 26  | John Cecil Noël                         | Pat Fairfield Charles Brackenbury     | Aston Martin Speed Model         | Aston Martin 2.0L I6         |        |
| 23   | 2.0    | 27  | Aston Martin Ltd.                       | Sammy Davis W.G. Everitt              | Aston Martin Speed Model         | Aston Martin 2.0L I6         |        |
| 24   | 2.0    | 28  | Guy Pfister                             | Guy Pfister Victor Rault              | Citroën 7 Sport                  | Citroën 2.0L I4              |        |
| 25   | 1.1    | 29  | Eddie Hertzberger                       | Eddie Hertzberger                     | MG Magnette K3                   | MG 1.1L I6 Kompressor        |        |
| 26   | 2.0    | 30  | Anne-Cécile Rose-Itier                  | Anne-Cécile Rose-Itier                | Adler Super Trumpf Rennlimousine | Adler 1.7L I4                |        |
| 27   | 2.0    | 31  | Adlerwerke                              | Petar Graf Orssich Rudolph Sauerwein  | Adler Super Trumpf Rennlimousine | Adler 1.7L I4                |        |
| 28   | 2.0    | 32  | Adlerwerke                              | Max zu Schaumburg-Lippe               | Adler Super Trumpf Rennlimousine | Adler 1.7L I4                |        |
| 29   | 2.0    | 33  | Adlerwerke                              | Otto Löhr Paul von Guilleaume         | Adler Super Trumpf Rennlimousine | Adler 1.7L I4                |        |
| 30   | 8.0    | 34  | Renaldi                                 |                                       | Bugatti                          | Bugatti 8.0L I8              |        |
| 31   | 1.5    | 35  | Automobiles Frazer Nash Ltd             | Alfred Fane Dudley Folland            | Frazer-Nash Shesley              | Frazer Nash 1.5L I4          |        |
| 32   | 1.5    | 36  | Riley Motor Co Ltd                      | Cyril Paul Jean Sébilleau             | Riley Nine MPH Six Racing        | Riley 1.5L I4                |        |
| 33   | 1.5    | 37  | Riley Motor Co Ltd                      | Bill von der Becke                    | Riley Nine MPH Six Racing        | Riley 1.5L I4                |        |
| 34   | 1.5    | 38  | Jean Trévoux                            | Jean Trévoux                          | Riley Nine MPH Six Racing        | Riley 1.5L I4                |        |
| 35   | 1.5    | 39  | Aston Martin Ltd.                       | Beris Harcourt Wood                   | Aston Martin 1½ Litre            | Aston Martin 1.5L I4         |        |
| 36   | 1.5    | 40  | Aston Martin Ltd.                       | Dudley Benjafield John Elwes          | Aston Martin 1½ Litre            | Aston Martin 1.5L I4         |        |
| 37   | 1.5    | 41  | Aston Martin Ltd.                       | Mortimer Morris-Goodall               | Aston Martin 1½ Litre            | Aston Martin 1.5L I4         |        |
| 38   | 3.0    | 42  | C. T. Thomas                            |                                       | Aston Martin 3 Litre             | Aston Martin 3.0L I4         |        |
| 39   | 1.1    | 43  | George Eyston Dancing Daughers          |                                       | MG Midget PB                     | MG 1.0L I4                   |        |
| 40   | 1.5    | 44  | Maurice Bilney                          | Maurice Bilney Joan Richmond          | Ford Ten                         | Ford 1.1L I4                 |        |
| 41   | 750    | 45  | Gordini                                 |                                       | Simca Cinq                       | Fiat 0.6L I4                 |        |
| 42   | 750    | 46  | Gordini                                 |                                       | Simca Cinq                       | Fiat 0.6L I4                 |        |
| 43   | 750    | 47  | Gordini                                 |                                       | Simca Cinq                       | Fiat 0.6L I4                 |        |
| 44   | 1.1    | 49  | Clément-Auguste Martin                  | Clément-Auguste Martin                | Simca-Fiat 508S Balilla          | Fiat 1.0L I4                 |        |
| 45   | 1.1    | 50  | Just-Émile Vernet                       | Just-Émile Vernet Gaston Marret       | Simca-Fiat 508S Balilla          | Fiat 1.0L I4                 |        |
| 46   | 1.1    | 51  | Frank Stanley Barnes                    | Norman Black Tommy Wisdom             | Singer Nine Le Mans Replica      | Singer 1.0L I4               |        |
| 47   | 1.1    | 52  | Roy Eccles                              | Roy Eccles                            | Singer Nine Le Mans Replica      | Singer 1.0L I4               |        |
| 48   | 1.1    | 53  | Michael Collier                         | Michael Collier Archie Langley        | Singer Nine Le Mans Replica      | Singer 1.0L I4               |        |
| 49   | 1.1    | 54  | Arthur Marsh                            | Arthur Marsh Herbert Guest            | Singer Nine Le Mans Replica      | Singer 1.0L I4               |        |
| 50   | 1.1    | 55  | Raymond Gaillard                        | Raymond Gaillard                      | Singer Nine Le Mans Replica      | Singer 1.0L I4               |        |
| 51   | 750    | 56  | Austin Motor Company                    | Pat Driscoll Charles Goodacre         | Austin Seven                     | Austin 0.7L I4               |        |
| 52   | 750    | 57  | Austin Motor Company                    | Kay Petre Elsie Wisdom                | Austin Seven                     | Austin 0.7L I4               |        |
| 53   | 750    | 58  | Austin Motor Company                    | James Donald Barnes Charles Dodson    | Austin Seven                     | Austin 0.7L I4               |        |
| 54   | 750    | 59  | John Carr                               | John Carr John Barbour                | Austin Seven                     | Austin 0.7L I4               |        |
| 55   | 750    | 60  | R. Marsh                                |                                       | Austin Seven                     | Austin 0.7L I4               |        |
| 56   | 3.0    |     | Société Nouvelle des Automobiles Delage |                                       | Delage D6-3L                     | Delage 3.0L I6               |        |
| 57   | 5.0    |     | Fox & Nichol                            |                                       | Lagonda                          | Lagonda 4.5L I6              |        |
| 58   | 5.0    |     | Earl Howe                               | Earl Howe                             | Bugatti T57T                     | Bugatti 5.0L I8              |        |
| 59   | 5.0    |     | Eugène Chaboud                          | Eugène Chaboud                        | Delahaye 135CS                   | Delahaye 3.6L I8             |        |
| 60   | 3.0    |     | Société Nouvelle des Automobiles Delage |                                       | Delage D6-3L                     | Delage 3.0L I6               |        |
| 61   | 750    |     |                                         |                                       | Simca Cinq                       | Fiat 0.6L I4                 |        |
| 62   | 750    |     |                                         |                                       | Simca Cinq                       | Fiat 0.6L I4                 |        |